# Skansehage

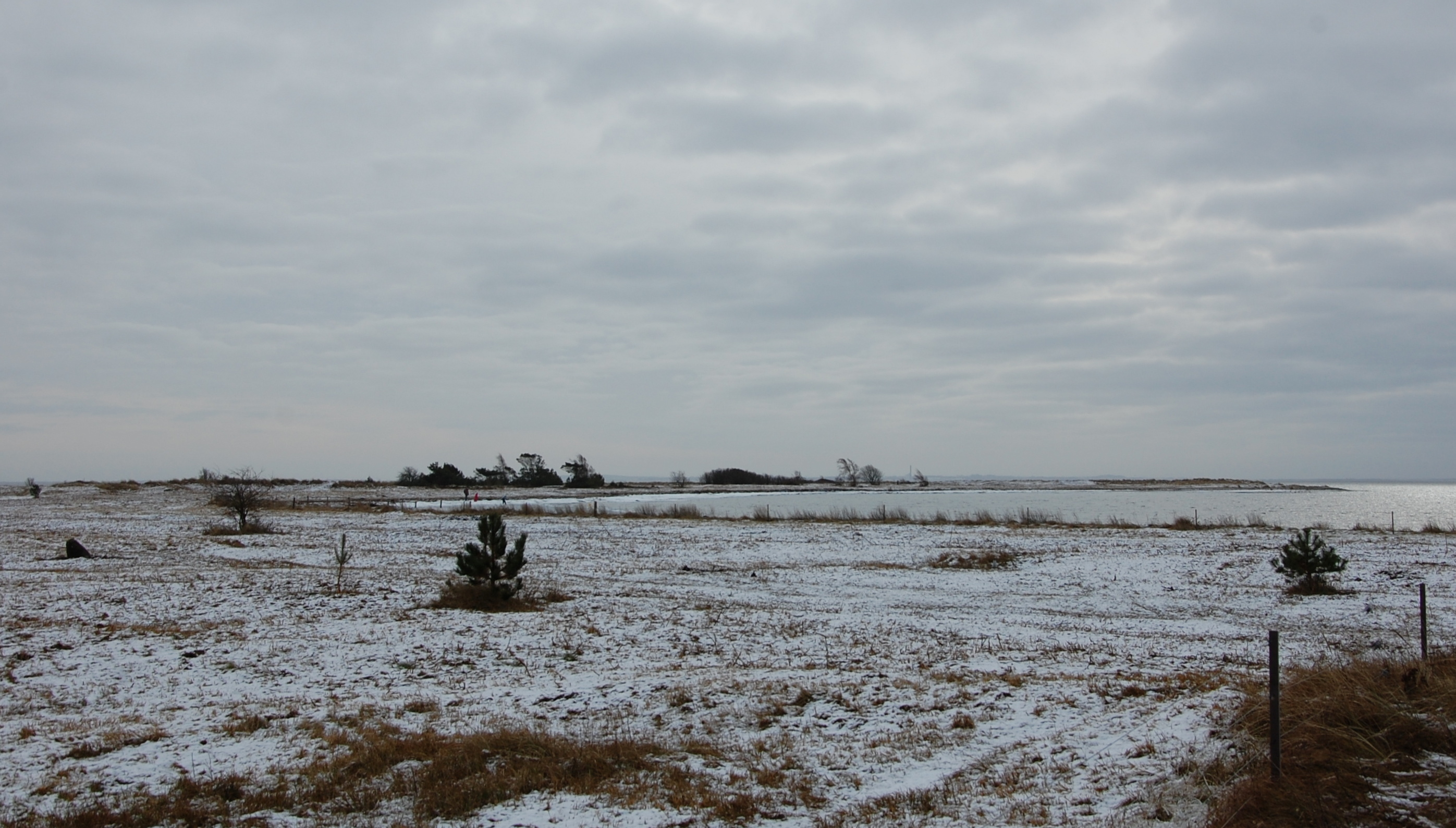
Blick auf Skansehage von Nordwesten im Winter

Skansehage ist ein Sandriff an der Ostseite der zur dänischen Halbinsel Odsherred gehörenden Rørvig-Halbinsel und ragt in den Isefjord. Die Halbinseln gehören zur Gemeinde Odsherred auf der Insel Seeland.
Die Uferlinie des Riffs ist ständigen Veränderungen unterworfen. So wächst Skansehage etwa um einen Meter pro Jahr nach Süden. An der Westseite des Riffs in Richtung Rørvig entstand so eine Bucht, die schon in der Zeit der Wikinger als natürlicher Hafen diente. Etwas im Hinterland befindet sich die Thingstätte Isøre an der in den Jahren 1076 und 1104 Königswahlen stattfanden.
Der Name Skansehagen leitet sich vom dänischen Wort Skanse, deutsch Schanze ab und verweist auf die auf der Landzunge befindliche Schanzen hin. Diese militärischen Anlagen entstanden Anfang des 19. Jahrhunderts während des von 1807 bis 1814 dauernden Krieges gegen Großbritannien. Es entstand eine geschlossene fünfseitige Anlage sowie eine in Form eines Halbkreises angelegte Schanze. Beide verbindet ein 300 Meter langer Wall. In der Bucht waren vier bis fünf Kanonenboote stationiert, die, nach Zerstörung der dänischen Flotte, gegen die britische Marine kämpften.
Das im Bereich des Skanshage befindlich, heute als Schullandheim genutzte, weiße Gebäude stammt aus dieser Zeit und diente ursprünglich als Cholera-Quarantänestation.